# Diosa de la noche (En vivo desde la Arena Ciudad de México)
Diosa de la Noche (En Vivo desde la Arena Ciudad de México) es el quinto álbum en vivo de la cantante Gloria Trevi. Fue grabado de las presentaciones del 27, 28 y 29 de junio de 2019 de su gira La Diosa de la Noche Tour en la Arena Ciudad de México. Fue lanzado a través de Universal Music en plataformas digitales el 28 de agosto de 2020, así como en formato físico CD+DVD.

## Contenido y grabación
El disco contiene los 22 números interpretados durante la primera etapa de conciertos de la gira La Diosa de la Noche Tour, los cuales incluyen temas del álbum del mismo nombre, así como nuevas versiones de canciones más antiguas provenientes de casi todos sus discos anteriores (excepto Si Me Llevas Contigo) y varios popurrís.
Específicamente se grabó los conciertos ofrecidos en los días 27, 28 y 29 de junio en la Arena Ciudad de México. El productor fue Juan Carlos Moguel, quien también estuvo a cargo de los arreglos musicales junto con Armando Ávila.

## Lanzamiento y promoción
El 3 de octubre de 2019, fue lanzado en plataformas digitales el tema «Ábranse Perras (En Vivo)» como primer y único sencillo del álbum.
No sería sino hasta un año después, el 28 de agosto de 2020, que el álbum completo fuera lanzado en plataformas digitales y formato físico. El resto de los videos también fueron añadidos a su canal oficial de YouTube el mismo día.

## Listado de canciones
| CD y DVD | |          |  |
| N.º      | Título | Duración |  |
| 1.       | «Diosa De La Noche (En Vivo)» | 5:14     |  |
| 2.       | «Con Los Ojos Cerrados (En Vivo)» | 3:24     |  |
| 3.       | «Ábranse Perras (En Vivo)» | 4:53     |  |
| 4.       | «Gloria (En Vivo)» | 2:19     |  |
| 5.       | «Como Yo Te Amo (En Vivo)» | 2:19     |  |
| 6.       | «Popurrí Candy Crush (En Vivo)» (Lo Que Una Chica Por Amor Es Capaz / Sabes / Les Diré, Les Diremos / Puede Ser Amor / Mujer Maravilla) | 9:19     |  |
| 7.       | «Tú Y Yo (En Vivo)» | 3:45     |  |
| 8.       | «Popurrí Divino (En Vivo)» (Virgen de las Vírgenes / Eres Un Santo / Psicofonía / Tu Ángel De La Guarda)                                | 11:11    |  |
| 9.       | «No Querías Lastimarme (En Vivo)» | 4:05     |  |
| 10.      | «Más Buena (En Vivo)» | 3:20     |  |
| 11.      | «Cinco Minutos (En Vivo)» | 3:58     |  |
| 12.      | «Me Lloras (En Vivo)» | 3:43     |  |
| 13.      | «Hijoepu*# (En Vivo)» | 2:08     |  |
| 14.      | «Popurrí Desmadre (En Vivo)» (Los Borregos / Habla Blah Blah / Me Río De Ti / La Noche)                                                 | 10:29    |  |
| 15.      | «Ellas Soy Yo (En Vivo)» | 3:48     |  |
| 16.      | «El Favor De La Soledad (En Vivo)» | 3:57     |  |
| 17.      | «Pelo Suelto (En Vivo)» | 4:19     |  |
| 18.      | «Vas A Recordarme (En Vivo)» | 3:57     |  |
| 19.      | «Cómo Sufro Al Recordarte (En Vivo)» | 2:50     |  |
| 20.      | «Todos Me Miran (En Vivo)» | 5:10     |  |
| 21.      | «El Recuento De Los Daños (En Vivo)» | 4:16     |  |
| 22.      | «Tribu (En Vivo)» | 6:28     |  |